# Alexandr Shestakov
Alexandr Shestakov –en ruso, Александр Шестаков– (22 de noviembre de 1961) es un deportista soviético que compitió en lucha grecorromana.
Participó en dos Juegos Olímpicos de Seúl 1988, ocupando el séptimo lugar en la categoría de 57 kg. Ganó dos medallas de plata en el Campeonato Mundial de Lucha, en los años 1989 y 1990, y una medalla de oro en el Campeonato Europeo de Lucha de 1988.

## Palmarés internacional
| Campeonato Mundial | Campeonato Mundial | Campeonato Mundial | Campeonato Mundial |
| Año                | Lugar              | Medalla            | Categoría          |
| ------------------ | ------------------ | ------------------ | ------------------ |
| 1989               | Martigny (Suiza)   | Medalla de plata   | 57 kg              |
| 1990               | Ostia (Italia)     | Medalla de plata   | 57 kg              |
| Campeonato Europeo |                    |                    |                    |
| Año                | Lugar              | Medalla            | Categoría          |
| 1988               | Kolbotn (Noruega)  | Medalla de oro     | 57 kg              |